# Dysmathia cindra
Dysmathia cindra är en fjärilsart som beskrevs av Otto Staudinger 1888. Dysmathia cindra ingår i släktet Dysmathia och familjen Riodinidae. Inga underarter finns listade i Catalogue of Life.